# هچ، بدفوردشر
هچ (به انگلیسی: Hatch) یک روستا در بریتانیا است که در بدفوردشر مرکزی واقع شده‌است.